# Rundebrua

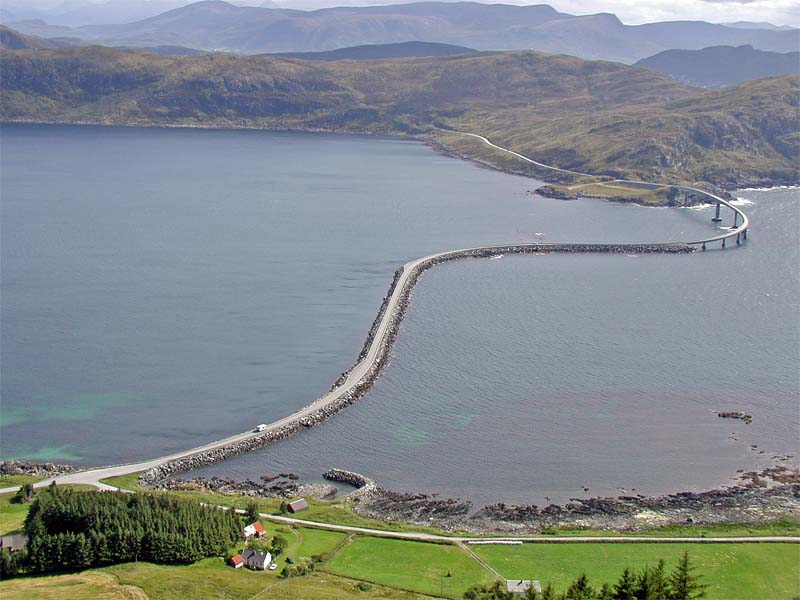
Blick von der Insel Runde in südlicher Richtung nach Remøya

Die Rundebrua (Rundebrücke) verbindet die westnorwegischen Inseln Remøya und Runde.
Die 428 m lange, einspurige Brücke wurde 1982 eröffnet. Mit Baukosten von rund 62 Millionen Kronen war sie damals, bezogen auf die etwa 150 Einwohner der Insel Runde, die teuerste Brücke Norwegens. Um auch größeren Schiffen weiterhin die Passage durch den Rundesund zu ermöglichen, wurde die Brücke 28 m hoch gebaut.
Die Vogelfelsen der Insel Runde sind eine der größten Touristenattraktionen der Region Sunnmøre.